# Indigastrum guerranum
Indigastrum guerranum là một loài thực vật có hoa trong họ Đậu. Loài này được (Torre) Schrire mô tả khoa học đầu tiên.